# Elymus sosnowskyi
Elymus sosnowskyi là một loài thực vật có hoa trong họ Hòa thảo. Loài này được (Hack.) Melderis mô tả khoa học đầu tiên năm 1984.